# Rajd Warszawski 2002
Rajd Warszawski 2002 – 29. edycja Rajdu Warszawskiego. Był to rajd samochodowy rozgrywany od 19 do 20 października 2002 roku. Była to dziewiąta runda Rajdowych Samochodowych Mistrzostw Polski w roku 2002. Rajd składał się z szesnastu odcinków specjalnych. 

## Wyniki końcowe rajdu[1]
| Miejsce | Kierowca           | Pilot              | Samochód                 | Czas      | Strata   | Grupa Klasa |
| ------- | ------------------ | ------------------ | ------------------------ | --------- | -------- | ----------- |
| 1       | Paweł Dytko        | Tomasz Dytko       | Toyota Corolla WRC       | 1:29:37.1 | -        | A8          |
| 2       | Tomasz Czopik      | Łukasz Wroński     | Toyota Corolla WRC       | 1:29:39.9 | +2.8     | A8          |
| 3       | Zbigniew Gabryś    | Maciej Baran       | Mitsubishi Lancer Evo VI | 1:33:29.1 | +3:52.0  | N4          |
| 4       | Piotr Maciejewski  | Piotr Kowalski     | Mitsubishi Lancer Evo VI | 1:35:02.9 | +5:25.8  | N4          |
| 5       | Sebastian Frycz    | Maciej Wodniak     | Opel Corsa S1600         | 1:40:05.5 | +10:28.4 | A6          |
| 6       | Robert Hundla      | Marcin Bełtowski   | Škoda Felicia Kit Car    | 1:41:47.3 | +12:10.2 | A6          |
| 7       | Mariusz Pelikański | Daniel Dymurski    | Peugeot 206 XS           | 1:43:49.1 | +14:12.0 | RPP         |
| 8       | Grzegorz Grzyb     | Maciej Wilk        | Peugeot 206 XS           | 1:44:13.6 | +14:36.5 | RPP         |
| 9       | Piotr Adamus       | Magdalena Zacharko | Peugeot 206 XS           | 1:44:18.2 | +14:41.1 | RPP         |
| 10      | Łukasz Szterleja   | Marek Lisicki      | Peugeot 206 XS           | 1:45:17.9 | +15:40.8 | RPP         |